# レスリー・ウゴチュク
レスリー・チムアニャ・ウゴチュク（Lesley Chimuanya Ugochukwu, 2004年3月26日 - ）は、フランス・レンヌ出身のサッカー選手。プレミアリーグ・サウサンプトンFC所属。ポジションはMF。

## クラブ経歴
ナイジェリア人の両親の下ブルターニュ地域圏のレンヌに生まれ、2012年にスタッド・レンヌのアカデミーへ入団した。8年後の2020年7月、クラブとしてはエドゥアルド・カマヴィンガに次ぐ若さでのプロ契約をウゴチュクと結び、クラブ初の2004年生まれプロサッカー選手となった。
トップチームデビューを飾ったのは2021年4月25日のリーグ・アン、ディジョンFCO戦であり、5点差が付いていた試合終了間際に途中交代でピッチに入った。トップチームでの2試合目は5月9日に行われたパリ・サンジェルマンFCとのリーグ戦で61分から経験し、1-1の引き分けに終わった試合後の記者会見ではブルーノ・ジェネジオ監督によって及第点を与えられた。プロ1シーズン目は公式戦3試合の出場に終わったが、翌シーズンからは出場機会を伸ばし、リーグ戦第17節のASサンテティエンヌ戦ではプロ初ゴールも記録した。
2023年8月1日にチェルシーFCに移籍した。7年契約で、移籍金は約42億円とみられている。
2024年8月、出場機会を求め、サウサンプトンFCにレンタル移籍することが発表された。

## 代表経歴
2021年からフランスの世代別代表に招集されている。

## 人物
ナイジェリア代表として北京オリンピックに出場したオニェカチ・アパムは甥にあたる。

## 個人成績

### クラブ
2023年6月30日現在
| クラブ                | シーズン     | リーグ戦       | リーグ戦 | リーグ戦 | 国内カップ | 国内カップ | 国際大会 | 国際大会 | 合計 | 合計 |
| クラブ                | シーズン     | ディヴィジョン | 出場     | 得点     | 出場       | 得点       | 出場     | 得点     | 出場 | 得点 |
| --------------------- | ------------ | -------------- | -------- | -------- | ---------- | ---------- | -------- | -------- | ---- | ---- |
| レンヌ                | 2020-21      | リーグ・アン   | 3        | 0        | 0          | 0          | 0        | 0        | 3    | 0    |
| レンヌ                | 2021-22      | リーグ・アン   | 18       | 1        | 0          | 0          | 4        | 0        | 21   | 1    |
| レンヌ                | 2022-23      | リーグ・アン   | 26       | 0        | 2          | 0          | 7        | 0        | 35   | 0    |
| チェルシー            | 2023-24      | プレミアリーグ | 12       | 0        | 3          | 0          | ０       | ０       | 15   | 0    |
| サウサンプトン (loan) | 2024-25      | プレミアリーグ |          |          |            |            |          |          |      |      |
| キャリア通算          | キャリア通算 | キャリア通算   | 59       | 1        | 5          | 0          | 11       | 0        | 74   | 1    |